# Menez Gwen
Menez Gwen este o arie protejată (sit de importanță comunitară — SCI) din Portugalia întinsă pe o suprafață de 9.523,21 ha, integral marine.

## Localizare
Centrul sitului Menez Gwen este situat la coordonatele 37°49′30″N 31°31′30″W / 37.825°N 31.525°V.

## Înființare
Situl Menez Gwen a fost declarat sit de importanță comunitară în martie 2008 pentru a proteja un număr necunoscut de specii din flora spontană și fauna sălbatică aflate în arealul zonei.

## Biodiversitate
Situată în ecoregiunea marină macaroneziană, aria protejată conține 1 habitat natural: Recifuri.
La baza desemnării sitului se află un număr nedeclarat de specii protejate.
Pe lângă speciile protejate, pe teritoriul sitului au mai fost identificate 34 de specii de nevertebrate, 8 specii de pești.